# Richard Chase
Richard Trenton Chase, född 23 maj 1950, död 26 december 1980, var en amerikansk seriemördare, kannibal och nekrofil. Han mördade sex personer mellan den 29 december 1977 och 27 januari 1978 och drack av sina offers blod samt kannibaliserade deras lik.

## Barndom
Vid 10 års ålder uppvisade Chase tecken på den så kallade Macdonald-triaden: sängvätning, pyromani och djurplågeri.
Under sin yngre ungdomstid var han en kronisk drogmissbrukare och alkoholist. Det konstaterades att han led av impotens beroende på "psykologiska störningar härrörande från undertryckt ilska".